# Elecciones a las Cortes de Aragón de 1999
Las Elecciones a las Cortes de Aragón se convocaron el 19 de abril de 1999 para celebrarse el 13 de junio del mismo año. Fueron las quintas elecciones democráticas autonómicas desde el restablecimiento de la democracia.
El vencedor fue el Partido Popular de Aragón, encabezado por Santiago Lanzuela, pero un pacto entre el Partido Socialista Obrero Español de Aragón (2ª fuerza más votada), el Partido Aragonés (3ª fuerza más votada) e Izquierda Unida de Aragón permitió que Marcelino Iglesias fuese elegido presidente de Aragón por primera vez. El otro partido que obtuvo representación parlamentaria fue la Chunta Aragonesista.

## Resultados
| ← Elecciones a Cortes de Aragón de 1999 → |                                                                |                    |         |       |         |     |
| Presidente y gobierno | Partido                                                        | Candidato          | Votos   | %     | Escaños | +/- |
| - Presidente: Marcelino Iglesias - Gobierno: PSOE-PAR - Censo: 999.828 - Votantes: 654.944 (65,51%) - Abstención: 344.884 (34,49%) - Válidos: 712.844 - A candidatura: 650.276 | Partido Popular de Aragón (PP)                                 | Santiago Lanzuela  | 249.458 | 39,03 | 28      | +1  |
| - Presidente: Marcelino Iglesias - Gobierno: PSOE-PAR - Censo: 999.828 - Votantes: 654.944 (65,51%) - Abstención: 344.884 (34,49%) - Válidos: 712.844 - A candidatura: 650.276 | Partido de los Socialistas de Aragón (PSOE-Aragón)             | Marcelino Iglesias | 201.117 | 31,46 | 23      | +4  |
| - Presidente: Marcelino Iglesias - Gobierno: PSOE-PAR - Censo: 999.828 - Votantes: 654.944 (65,51%) - Abstención: 344.884 (34,49%) - Válidos: 712.844 - A candidatura: 650.276 | Partido Aragonés (PAR)                                         | José María Mur     | 86.519  | 13,54 | 10      | -4  |
| - Presidente: Marcelino Iglesias - Gobierno: PSOE-PAR - Censo: 999.828 - Votantes: 654.944 (65,51%) - Abstención: 344.884 (34,49%) - Válidos: 712.844 - A candidatura: 650.276 | Chunta Aragonesista (CHA)                                      | Chesús Bernal      | 72.101  | 11,28 | 5       | +3  |
| - Presidente: Marcelino Iglesias - Gobierno: PSOE-PAR - Censo: 999.828 - Votantes: 654.944 (65,51%) - Abstención: 344.884 (34,49%) - Válidos: 712.844 - A candidatura: 650.276 | Izquierda Unida de Aragón (IUA)                                | Jesús Lacasa       | 25.040  | 3,92  | 1       | -4  |
| - Presidente: Marcelino Iglesias - Gobierno: PSOE-PAR - Censo: 999.828 - Votantes: 654.944 (65,51%) - Abstención: 344.884 (34,49%) - Válidos: 712.844 - A candidatura: 650.276 | SOS Naturaleza (SOS NAT)                                       |                    | 3.621   | 0,57  | 0       |     |
| - Presidente: Marcelino Iglesias - Gobierno: PSOE-PAR - Censo: 999.828 - Votantes: 654.944 (65,51%) - Abstención: 344.884 (34,49%) - Válidos: 712.844 - A candidatura: 650.276 | Partido Humanista (PH)                                         |                    | 982     | 0,15  | 0       |     |
| - Presidente: Marcelino Iglesias - Gobierno: PSOE-PAR - Censo: 999.828 - Votantes: 654.944 (65,51%) - Abstención: 344.884 (34,49%) - Válidos: 712.844 - A candidatura: 650.276 | Agrupación Regeneracionista del Territorio Altoaragonés (ARTA) |                    | 373     | 0,06  | 0       |     |
| - Presidente: Marcelino Iglesias - Gobierno: PSOE-PAR - Censo: 999.828 - Votantes: 654.944 (65,51%) - Abstención: 344.884 (34,49%) - Válidos: 712.844 - A candidatura: 650.276 | En blanco                                                      | N/A                | 13.617  |       | N/A     | N/A |
| - Presidente: Marcelino Iglesias - Gobierno: PSOE-PAR - Censo: 999.828 - Votantes: 654.944 (65,51%) - Abstención: 344.884 (34,49%) - Válidos: 712.844 - A candidatura: 650.276 | Nulos                                                          | N/A                | 4.668   |       | N/A     | N/A |

## Investidura del Presidente del Gobierno de Aragón
| Candidato                 | Fecha                                                   | Voto       |    |    |    |   |   | Total |
| ------------------------- | ------------------------------------------------------- | ---------- | -- | -- | -- | - | - | ----- |
| Marcelino Iglesias (PSOE) | 29 de julio de 1999 Mayoría requerida: Absoluta (34/67) | Sí         |    | 23 | 10 |   | 1 | 34/67 |
| Marcelino Iglesias (PSOE) | 29 de julio de 1999 Mayoría requerida: Absoluta (34/67) | No         | 28 |    |    |   |   | 28/67 |
| Marcelino Iglesias (PSOE) | 29 de julio de 1999 Mayoría requerida: Absoluta (34/67) | Abstención |    |    |    | 5 |   | 5/67  |

## Circunscripciones electorales
Las circunscripciones electorales corresponden a cada una de las tres provincias:
- Huesca - 18 parlamentarios.
- Teruel - 15 parlamentarios.
- Zaragoza - 34 parlamentarios.

## Candidaturas
- Por la provincia de Huesca:
  - Partido Popular de Aragón (PP)
  - Los Verdes-SOS Naturaleza (LV-SOS)
  - Partido Aragonés (PAR)
  - Partido Humanista (PH)
  - Partido Socialista Obrero Español de Aragón (PSOE)
  - Izquierda Unida de Aragón (IU)
  - Chunta Aragonesista (CHA)
  - ARTA

- Por la provincia de Teruel:
  - Partido Popular de Aragón (PP)
  - Partido Socialista Obrero Español de Aragón (PSOE)
  - Partido Aragonés (PAR)
  - Chunta Aragonesista (CHA)
  - Izquierda Unida de Aragón (IU)
  - Partido Humanista (PH)

- Por la provincia de Zaragoza:
  - Partido Popular de Aragón (PP)
  - Los Verdes - SOS Naturaleza (LV-SOS)
  - Partido Aragonés (PAR)
  - Partido Socialista Obrero Español de Aragón (PSOE)
  - Izquierda Unida de Aragón (IU)
  - Partido Humanista (PH)
  - Chunta Aragonesista (CHA)